# Emil Cioran
Emil Cioran (j. rum.: [t͡ʃoˈran]) (ur. 8 kwietnia 1911 w Rășinari, zm. 20 czerwca 1995 w Paryżu) – rumuński filozof, mizantrop, antynatalista.  Przez większość życia związany z Francją. Przedstawiciel pokolenia wybitnych rumuńskich intelektualistów, do którego należeli m.in. Mircea Eliade, Eugène Ionesco czy Constantin Noica.

## Życiorys

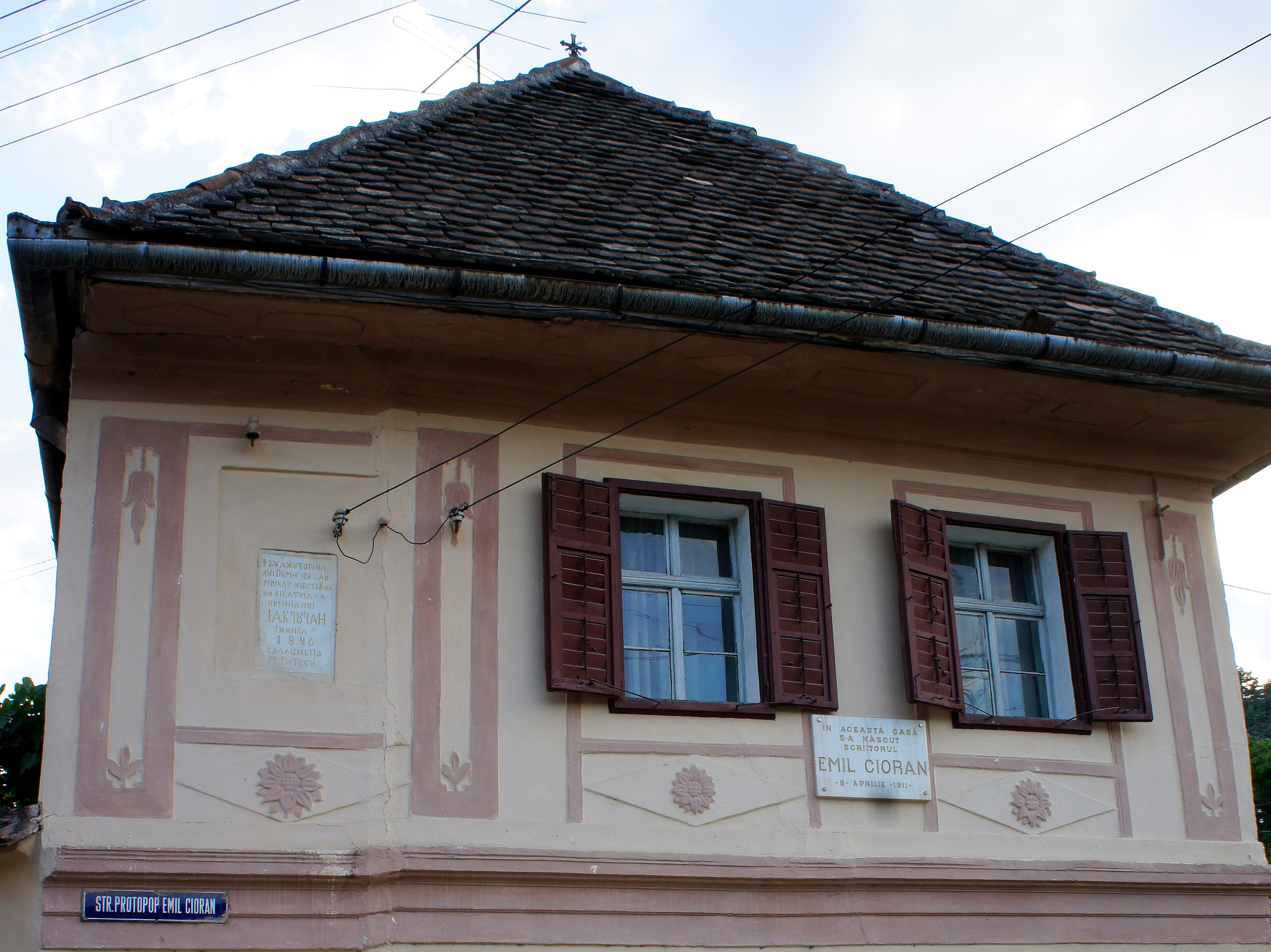
Dom rodzinny Emila Ciorana

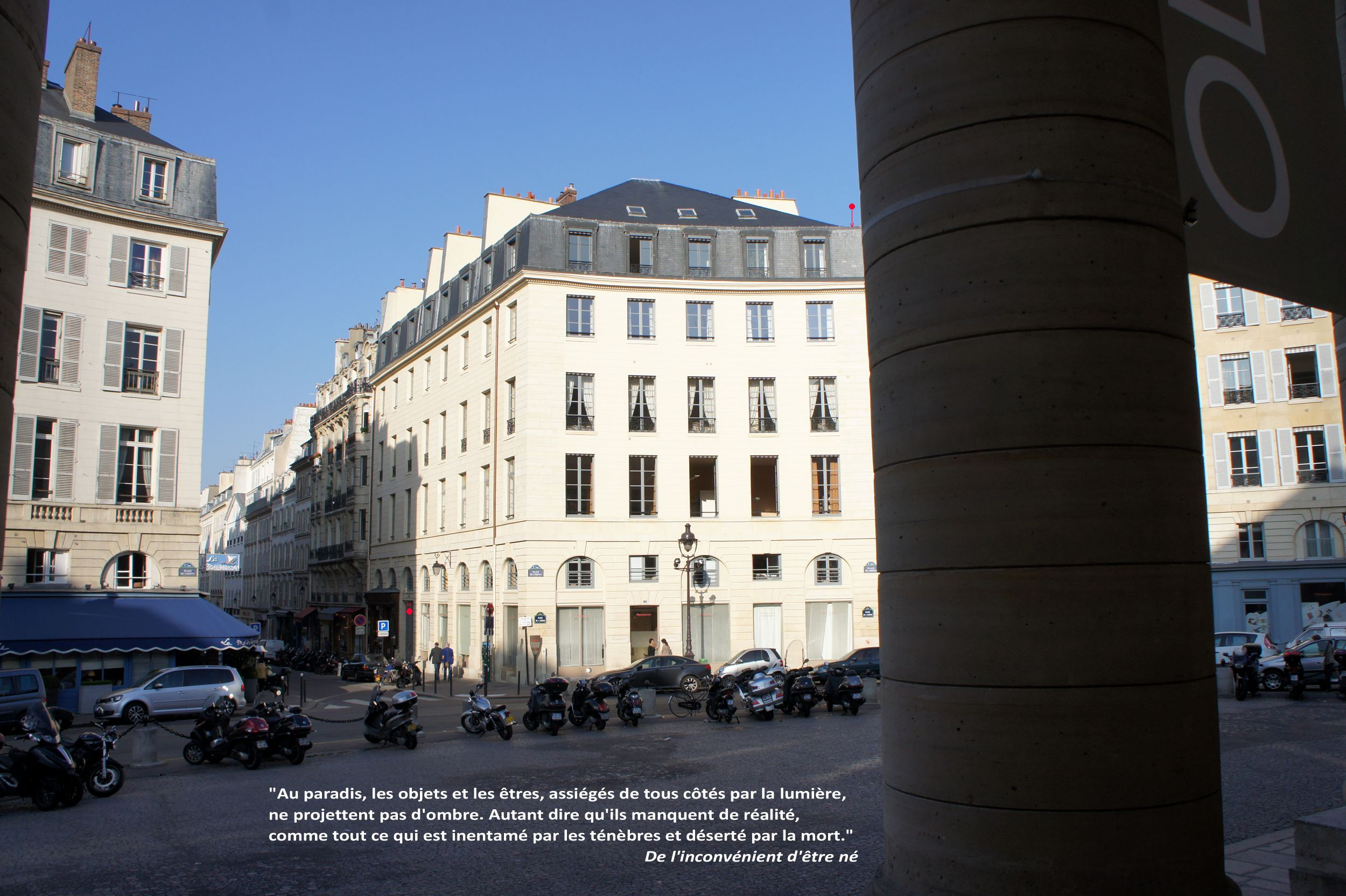
21 rue de l’Odéon

Emil Cioran urodził się we wsi Rășinari w Transylwanii, w rodzinie prawosławnego popa Emiliana i jego żony Elviry Comanici. Spędził tam szczęśliwe dzieciństwo, a następnie przeprowadził się do Sybina, gdzie w latach 1920–1927 uczęszczał do liceum. Jak sam o sobie mówił, całą młodość spędził w dwóch przybytkach: bibliotekach oraz domach publicznych. W 1928 wstąpił na uniwersytet w Bukareszcie. Razem z grupą wykładowców i przyjaciół (Nae Ionescu, Mircea Eliade) współtworzył klub dyskusyjny „Axa” („Oś”). Magisterium uzyskał na podstawie pracy o Henrim Bergsonie, jednak w późniejszym czasie zainteresowanie epistemologią intuicyjną francuskiego filozofa miało być jedynie pretekstem do wyjazdu, którego celem był wymarzony Paryż. Od około 17 roku życia cierpiał na bezsenność.
W 1933 otrzymał stypendium naukowe na uniwersytecie w Berlinie, gdzie na krótko uległ fascynacji narodowym socjalizmem. Przez resztę życia będzie zmuszony odżegnywać się od tego błędu młodości. W 1934 opublikował swoją pierwszą książkę Na szczytach rozpaczy. W 1937 wydał kolejną publikację pt. Święci i łzy. W tym samym roku uzyskał stypendium Instytutu Francuskiego w Bukareszcie i wyjechał do Paryża.
Mieszkał w Paryżu aż do śmierci (od 1960 wynajmował skromną mansardę przy Rue de l’Odéon). W czasie wojny poznał swoją życiową partnerkę, Simone Boué. Do jego paryskich znajomych należeli m.in. Samuel Beckett, Paul Celan, Józef Czapski, Gabriel Marcel, Henri Michaux czy Piotr Rawicz. W 1949 ukazały się Zarys rozkładu (Precis de decomposition), jego pierwsze dzieło po francusku. Odtąd Cioran pisał wyłącznie w tym języku, który opanował do perfekcji.
Był agnostykiem. W 1974 roku Państwo Hiszpańskie zakazało jego książki Zły Demiurg za to, że była „ateistyczna, bluźniercza i antychrześcijańska”. Cioran uznał to za „jeden z największych żartów w jego absurdalnej egzystencji”.
Porównywany czasem do takich autorów jak Blaise Pascal czy François de La Rochefoucauld, wśród swoich ulubieńców wymieniał jednak przede wszystkim: Johanna Sebastiana Bacha, Georges’a Bataille’a, Emily Dickinson, Fiodora Dostojewskiego, Friedricha Nietzschego czy Teresę z Ávili. Nie uznawał tytułów naukowych oraz nagród. Uwielbiał górskie wycieczki rowerowe (zdarzyło mu się w ten sposób przez trzy miesiące podróżować po Pirenejach).
W ostatnich latach życia cierpiał na chorobę Alzheimera. Zmarł 20 czerwca 1995 w Paryżu. Został pochowany na Cmentarzu Montparnasse w pobliżu Samuela Becketta, Charles’a Baudelaire’a czy Jeana-Paula Sartre’a.
Po śmierci partnerki Ciorana we wrześniu 1997 roku, Simon Baulez została wynajęta do opróżnienia jej lokalu w 1998 roku i znalazła w mieszkaniu wiele rękopisów pisarza. Zgodnie z umową mogła zabrać wszystko, na co natrafi. Oświadczyła, że znalazła 35 rękopisów, w tym dziennik Ciorana, które wystawiła na aukcji w 2005 roku. Simone Boué ofiarowała jednak wcześniej wiele rękopisów Ciorana Uniwersytetowi Paryskiemu, który zakwestionował prawo własności znalezionych manuskryptów. Decyzją sądu francuskiego Simon Baulez pozostała właścicielką odnalezionej spuścizny, którą uratowała od zniszczenia. Rękopisy zakupił rumuński biznesmen George Brăiloiu i przekazał je bibliotece Akademii Rumuńskiej.

## Publikacje
Pisma Ciorana opublikowane do tej pory w języku polskim:
- Na szczytach rozpaczy (Pe culmile disperării, 1934), przeł. I. Kania, Oficyna Literacka, Kraków 1992.
- Upadek w czas (La Chute dans le temps, 1964), przeł. I. Kania, Oficyna Literacka, Kraków 1994.
- Zły demiurg (Le Mauvais Démiurge, 1969), przeł. I. Kania, Oficyna Literacka, Kraków 1995.
- O niedogodności narodzin (De l’inconvénient d'être né, 1973), przeł. I. Kania, Oficyna Literacka, Kraków 1996.
- Historia i utopia (Histoire et Utopie, 1960), przeł. M. Bieńczyk, Instytut Badań Literackich, Warszawa 1997.
- Ćwiczenia z zachwytu (Exercices d’admiration, 1986), przeł. J.M. Kłoczowski, Czytelnik, Warszawa 1998.
- Rozmowy z Cioranem, przeł. I. Kania, Wydawnictwo KR, Warszawa 1999.
- Pokusa istnienia (La Tentation d’exister, 1956), przeł. K. Jarosz, Wydawnictwo KR, Warszawa 2003.
- Święci i łzy (Lacrimi și sfinți, 1937), przeł. I. Kania, Wydawnictwo KR, Warszawa 2003.
- Księga złudzeń (Cartea amăgirilor, 1936), przeł. S. Królak, Wydawnictwo KR, Warszawa 2004.
- Ćwiartowanie (Écartèlement, 1979), Wydawnictwo KR, Warszawa 2004
- Zmierzch myśli (Le Crépuscule des pensées, 1940), przeł. A. Dwulit, Wydawnictwo KR, Warszawa 2004 (tłum z przekładu francuskiego); przeł. I. Kania, Wydawnictwo Aletheia, Warszawa 2021 (tłum. z oryginału rumuńskiego Amurgul gîndurilor)
- Brewiarz zwyciężonych (Bréviaire des vaincus, 1944), przeł. A. Dwulit i M. Kowalska, Wydawnictwo KR, Warszawa 2004 (tłum. z przekładu francuskiego); przeł. I. Kania, Wydawnictwo Aletheia, Warszawa 2016 (tłum. z oryginału rumuńskiego Îndreptar pătimaș)
- Zeszyty 1957-1972, przeł. I. Kania, Wydawnictwo KR, Warszawa 2004.
- Wyznania i anatemy (Aveux et Anathèmes, 1987), Wydawnictwo Zielona Sowa, Kraków 2006.
- Zarys rozkładu (Précis de décomposition, 1949), Wydawnictwo KR, Warszawa 2006.
- Samotność i przeznaczenie (Solitude et destin, 2004), Wydawnictwo KR, Warszawa 2008.
- Sylogizmy goryczy (Syllogismes de l’amertume, 1952), przeł. I. Kania, Wydawnictwo Aletheia, Warszawa 2009.
- O Francji (Despre Franța), przeł. I. Kania, Wydawnictwo Aletheia, Warszawa 2016.
- Brewiarz zwyciężonych II (Îndreptar pătimaș II), przeł. I. Kania, Wydawnictwo Aletheia, Warszawa 2016.
- Dywagacje (Razne), przeł. I. Kania, Wydawnictwo Aletheia, Warszawa 2017.
- Listy do kraju, przeł. I. Kania, Wydawnictwo Aletheia, Warszawa 2020.
- Okno na Nic, przeł. I. Kania, Wydawnictwo Aletheia, Warszawa 2020.

Biografie wydane w języku polskim:
- Bernd Mattheus, Cioran. Portret radykalnego sceptyka, red. Robert Reszke, Wydawnictwo KR, Warszawa 2008.

Książki na temat Ciorana polskich autorów:
- Michał Jakubik, Wątki religijne w twórczości Emila Ciorana, Wydawnictwo Novae Res, Gdynia 2012.
- Mateusz Rura, Podmiot w filozofii Emila Ciorana, Wydawnictwo UMCS, Lublin 2019[11].

Książki pod redakcją na temat Ciorana wydane przez polskich autorów:
- Cioran – w pułapce istnienia, red. Sławomir Piechaczek, Wydawnictwo Zakład Poligraficzny Sindruk, Opole 2014.